# Емельяновка (Приморский край)
Емелья́новка — село в Пожарском районе Приморского края. Входит в состав Игнатьевского сельского поселения.

## География
Село Емельяновка расположено примерно в 1 км западнее Транссиба.
К селу Емельяновка идут две дороги: на юг от села Ласточка и на запад от станции Буйневич.
Расстояние до административного центра посёлка Лучегорск (через Ласточку, далее по автотрассе «Уссури») около 26 км.
Село Емельяновка находится в пограничной зоне, расстояние до российско-китайской границы около 8 км. На запад от села идёт дорога к правому берегу реки Уссури.

## Население
| 2002 | 2005 | 2010 |
| ---- | ---- | ---- |
| 110  | ↗114 | ↘60  |

## Улицы
В селе имеются две улицы: Партизанская и Пограничная. 

## Экономика
Сельскохозяйственные предприятия Пожарского района.